# 職場霸凌
職場霸凌，又稱職場暴力，泛指在工作場所裡，個人或團體對於同事或是下屬進行不合理的霸凌行為。包含言語、非言語、身體、心理上的虐待或羞辱。
和校園霸凌不同，職場霸凌通常會在不違背既定規則和政策的運作下進行，而這種不違背既定規則和政策運作的對他人的侵害，往往牽涉操縱、掩蓋、別有所指的話（如講出事實甲，但搬出事實甲在給定的場合暗示乙是壞人或乙的主意不值得被採用等）等不全然誠實的行為，也就俗稱的耍心機、算計他人、搞小動作等；每個人都有可能參與或主動施行職場霸凌，霸凌者可以是同僚，也可能是下屬，不過通常職場霸凌發生於上司對下屬之間。霸凌行為可以是隱蔽或公開的，霸凌的負面影響不僅及於被欺負、被霸凌直接影響的個人，也可能波及到旁觀者，導致員工整體士氣下降、生產力下降、離職率升高、組織文化的變異等問題，進而導致組織更多的營運成本。
有關校園霸凌的學術討論早在1897年已經出現，但關於職場霸凌的學術討論，則要晚得多，「職場霸凌」這個詞第一次在正式文件中被使用是在1992年安德烈‧亞當斯有關於工作霸凌的書中出現：（1992）。2020年以来，精神上的职场暴力在中国大陆也被称为“职场PUA”。

## 定義
職場霸凌是指在工作場所中發生的，藉由權力濫用與不公平的處罰所造成的持續性的冒犯、威脅、冷落、孤立或侮辱行為，使被霸凌者感到受挫、被威脅、羞辱、被孤立及受傷，進而折損其自信並帶來沈重的身心壓力。
Field（1996）則定義職場霸凌為一種藉由控制與壓抑他人以表達霸凌者內心的攻擊與不適當行為的強迫性需求，這些不適當行為可能是社交上的、個人化的、人際上的或專業性的不當做為，並因為整體工作環境對此類不當做為的默許或忽視而持續存在，受霸凌者不僅會因為霸凌者的攻擊與不當做為而受害，更會因為整體工作環境的默許與忽視氣氛而感到彷若被所有人聯合傷害與背叛，進而造成強大的生理與心理受創結果。
雇主也有可能是霸凌者，不良雇主利用霸凌來擺脫員工以避免法律責任，例如支付失業補償或員工的賠償要求；或是使用恐嚇或霸凌的方法趕走那些要求合法薪資和合法加班工時的員工。雇主的霸凌往往是職場霸凌的關鍵，但卻經常被忽視。
職場的霸凌可以是在許多的情況和形式下發生的，斯塔勒．艾納爾森（挪威語：Ståle V. Einarsen）用以下這些行為來做為職場霸凌的判斷：
- 重複（經常發生的）
- 持續的時間（長時間）
- 升級（攻擊程度增加）
- 權力差距
- 歸因意向[7]

## 現況

### 美國
2007年的統計數據顯示，目前美國有13%的員工遭受到職場霸凌，有24%的人表示過去曾遭受過霸凌；另外12%的人曾目睹過職場霸凌。且報告顯示，有將近一半（49%）的美國勞工曾遭受過霸凌，或是目睹過同事遭到霸凌。
2008年，茱蒂．費雪–布蘭多博士博士發表的關於攻擊行為的論文：工作場所霸凌對其工作滿意度和工作成效的影響。科學的研究確定了受到影響的員工，幾乎有75%的人曾遭受過霸凌或親眼目睹工作霸凌。
根據2010年國家健康訪談調查職業健康補編（National Health Interview Survey Occupational Health Supplement）的調查，全美勞工有8%的人曾在工作時受到威脅、暴力、騷擾。
職場霸凌會增加企業營運成本，這些損失會在高離職率、對員工的重新訓練、低生產力、壓力相關疾病造成的病痛時間、增加的醫療成本和雇用到員工的難度增加等呈現，有研究指出，職場霸凌每年以醫療照護、訴訟、員工離職和對員工的重新訓練等形式，導致超過兩億五千萬美元的損失。

#### 性別
在性別方面，職場霸凌研究所（2007）發現，婦女成為霸凌目標的可能性似乎更大，因為有57%的報告指出被霸凌的目標是女性；而男性則是容易參與霸凌的行為（60%），而霸凌的目標通常是女性（71%）。而也印證了之前的發現，女性（9%）被騷擾、威脅或遭霸凌的比率高於男性（7%）。

### 臺灣
2025年4月，根據比薪水統計，臺灣有52.4%員工曾遭受職場霸凌或歧視，其中遭到職場霸凌者高達45%。
2024年，勞動部公務員霸凌輕生案喚起了臺灣社會對於職場霸凌的重視。2025年5月，勞動部為了防堵霸凌，提出《職業安全衛生法》修正草案，強化源頭防災、加強承攬管理、提高罰鍰上限額度等，也明訂冷落孤立等職場霸凌定義。

## 霸凌參與者之間的關係
Hoel的研究顯示，大部分的施暴者是主管，其次是同事，少部分比例的施暴者是下屬或客戶。因此，職場霸凌參與者的主要關係大概可以表示為：
- 上司與下屬之間
- 同事之間
- 員工與客戶之間
- 組織之間

霸凌的行為顯示了上司和下之間之權力的差距，主管有時候是為了釋放自己的壓力而欺負下屬，上司對於下屬權威式的管理行為也屬於一種霸凌行為，使下屬害怕上司。另一方面，有某些學者認為，霸凌行為是職場中一種積極的表現。職場霸凌可以歸因於組織的權力和控制；霸凌行為也是權力的一種代表。如果一個組織想要改善職場中的這種情況，必須先改變策略和風氣。職場霸凌也存在於同事間，可以是「施暴者」或者是受害者，發生在同事間的職場霸凌，通常對於受害者較不利，因為目擊者不想成為下一個被霸凌的目標，所以通常會站施暴者的一方，這種方式往往會鼓勵施暴者繼續這種行為。
第三個關係是職場中的員工和客戶之關係，雖然這只是一小部分，但在組織中是相當重要的一部分。如果員工工作的情緒不佳，可能會影響服務的質量。在我們的生活中有很多的例子，像是顧客被店員忽視或是病患在醫院裡對護理人員大呼小叫。另一方面，客戶也可能會輕視勞工，特別是藍領階級的工作；職場霸凌會同時影響了勞工和客戶的行為。

## 法規

### 中華民國（臺灣）
民法第188條
「受僱人因執行職務，不法侵害他人之權利者，由僱用人與行為人連帶負損害賠償責任。但選任受僱人及監督其職務之執行，已盡相當之注意或縱加以相當之注意而仍不免發生損害者，僱用人不負賠償責任。如被害人依前項但書之規定，不能受損害賠償時，法院因其聲請，得斟酌僱用人與被害人之經濟狀況，令僱用人為全部或一部之損害賠償。僱用人賠償損害時，對於為侵權行為之受僱人，有求償權。」
民法第483-1條
「受僱人服勞務，其生命、身體、健康有受危害之虞者，僱用人應按其情形為必要之預防。」
勞動基準法第14-2條
「雇主、雇主家屬、雇主代理人對於勞工，實施暴行或有重大侮辱之行為者。」

## 延伸閱讀
- Adams, Andrea with contributions from Crawford, Neil Bullying at Work: How to Confront and Overcome It (1992)
- Barnes, Patricia G. (2012), "Surviving Bullies, Queen Bees & Psychopaths in the Workplace." ISBN 978-0-615-64241-3.
- Bell, Arthur H. (2005). You Can't Talk to Me That Way: Stopping Toxic Language in the Workplace.
- Brodsky, Carroll M. (1976). The Harassed Worker.
- Clarke, J. (2010). Working With Monsters: How to Identify and Protect Yourself from the Workplace Psychopath.
- Elbing, Carol & Elbing, Alvar (1994). Militant Managers: How to Spot ... How to Work with ... How to Manage ... Your Highly Aggressive Boss.
- Field, E.M. (2010). Bully Blocking at Work: A Self-Help Guide for Employees and Managers.
- Field, Tim (1996). Bully In Sight: How to Predict, Resist, Challenge and Combat Workplace Bullying. ISBN 0-9529121-0-4.
- Futterman, Susan. When You Work for a Bully: Assessing Your Options and Taking Action.
- Hornstein, Harvey A. (1996). Brutal Bosses and their Prey: How to Identify and Overcome Abuse in the Workplace. Riverhead Trade (1 October 1997). ISBN 1-57322-586-X. ISBN 978-1-57322-586-1.
- Kohut MR (2008). The Complete Guide to Understanding, Controlling, and Stopping Bullies & Bullying at Work: A Complete Guide for Managers, Supervisors, and Co-Workers.
- Mattice, C., & Sebastian, E.G. (2012). "BACK OFF! Your Kick-Ass Guide to Ending Bullying at Work" （页面存档备份，存于）
- Namie, Gary & Namie, Ruth (2009). The Bully at Work. Second Edition. （页面存档备份，存于）
- Oade, Aryanne (2009). Managing Workplace Bullying: How to Identify, Respond to and Manage Bullying Behaviour in the Workplace."  Palgrave Macmillan. ISBN 978-0-230-22808-5
- Randall, Peter (2001). Bullying in Adulthood: Assessing the bullies and their victims.
- Wyatt, Judith & Hare, Chauncey (1997). Work Abuse: How to Recognize and Survive It.

## 外部連結
- （繁體中文）職場霸凌面面觀
- （繁體中文）社團法人台北市生命線協會 SOS救命網
- Bully Online （页面存档备份，存于）